# Biczó András
Kiskéri Biczó András (Pátka, 1888. augusztus 13. – Budapest, 1957. március 17.) festőművész, grafikus, rajztanár, címzetes ipariskolai igazgató.

## Életútja
A Fejér vármegyei Pátkán született Biczó Pál református lelkész és a dunántúli lelkészcsaládból származó Pap Karolina gyermekeként. Gimnáziumi tanulmányait apja szülővárosában, Nagykőrösön végezte. 1906–1911 között volt a Képzőművészeti Főiskola növendéke, mesterei Hegedűs László és Révész Imre voltak. Később tanult még Nádler Róberttől és Dörre Tivadartól.
Az I. világháborúban a 19. gyalogezredben szolgált a keleti harctéren hadnagyi, majd főhadnagyi rendfokozatban. Tagja volt a k.u.k. Kriegspressequartier művészeti csoportjának. Megkapta a Signum Laudist.
1914–1939 között az Újpesti M. Kir. Fa- és Fémipari Szakiskola, majd 1940-től a Népszínház utcai állami Felső Ipariskola (a későbbi Bánki Donát Műszaki Főiskola) tanára volt. Továbbá az 1940-es évek folyamán a Vegyi Ipari Középiskolában, valamint a Kandó Kálmán Villamosipari Középiskolában is oktatott. 1938-tól címzetes ipariskolai igazgató.
Történeti, zsáner- és tájképeket festett főként akvarellel. Kedvelt technikái a vízfesték, a tempera, továbbá a ceruza- és krétarajz, valamint a tusrajz voltak. Életművét tekintve elsősorban alkalmazott grafikus volt. Megszámlálhatatlan könyvillusztráció, karikatúra, plakát, reklám, képeslap, díszoklevél, naptár, dísztáviratlap, üdvözlőkártya, étlap, menükártya, ex libris, könyvjelző, postai bélyeg tanúskodik sokoldalú munkásságáról. Illusztrált napilapokat, folyóiratokat: Borsszem Jankó, Pesti Hírlap, Képes Vasárnap, Református Élet, Képes Krónika, stb. Az 1920-as évek végétől kezdődően mintegy két évtizeden át a Dante Könyvkiadó számára készített illusztrációkat többek között Gárdonyi Géza, Fábián Gyula, Gál György Sándor, Kósa János, Bálint Ágnes, Csekő Árpád műveihez. 1920-tól szerepelt csoportos kiállításokon Budapesten (Műcsarnok, Nemzeti Szalon) és vidéken, több ízben külföldön is. 1921-től kezdődően legalább két tucat alkalommal kapott díjakat oklevél-, plakát-, bélyeg-, érem- és érmepályázatokon. 1926-ban Ricsaj című vízfestményével Jankó János-díjat, 1944-ben Toborzó című vízfestményével a Képzőművészeti Társulat életképdíját, valamint a Halmos Izor-díjat nyerte el. Egyéb ismert képei: Karácsonyfaág, Templomozás, Piros pünkösd napja, Farsang vége, Fiatal pár, Omnibusz, Farsang, Várbeli hangulat hajdanán Szent István napján, stb.

## Családja
A főiskolán ismerte meg első feleségét, a később szintén rajztanárként tevékenykedő tinkovai Matskássy Paulát (1889–1950), akivel 1914-ben kötött házasságot. Két gyermekük született: Biczó Judit (1915–1987) rajztanár és Biczó Tamás (1921–1995) építészmérnök. Második felesége Fahnl Ilona (1900–1987) volt. Budapesten hunyt el, a Farkasréti temetőben (30/2. parcella 2–81) nyugszik. 

## Emlékezete
1990–91 folyamán Gödöllőn, Nagykőrösön, majd Debrecenben volt emlékkiállítása, amit Biczó Tamás, Wirth Irén és Kathy Imre rendeztek. 2006-ban a pátkai képviselő-testület a jövőben Pátkán kialakítandó új utcák egyikét Biczó Andrásról nevezte el.